# Kaori Momoi

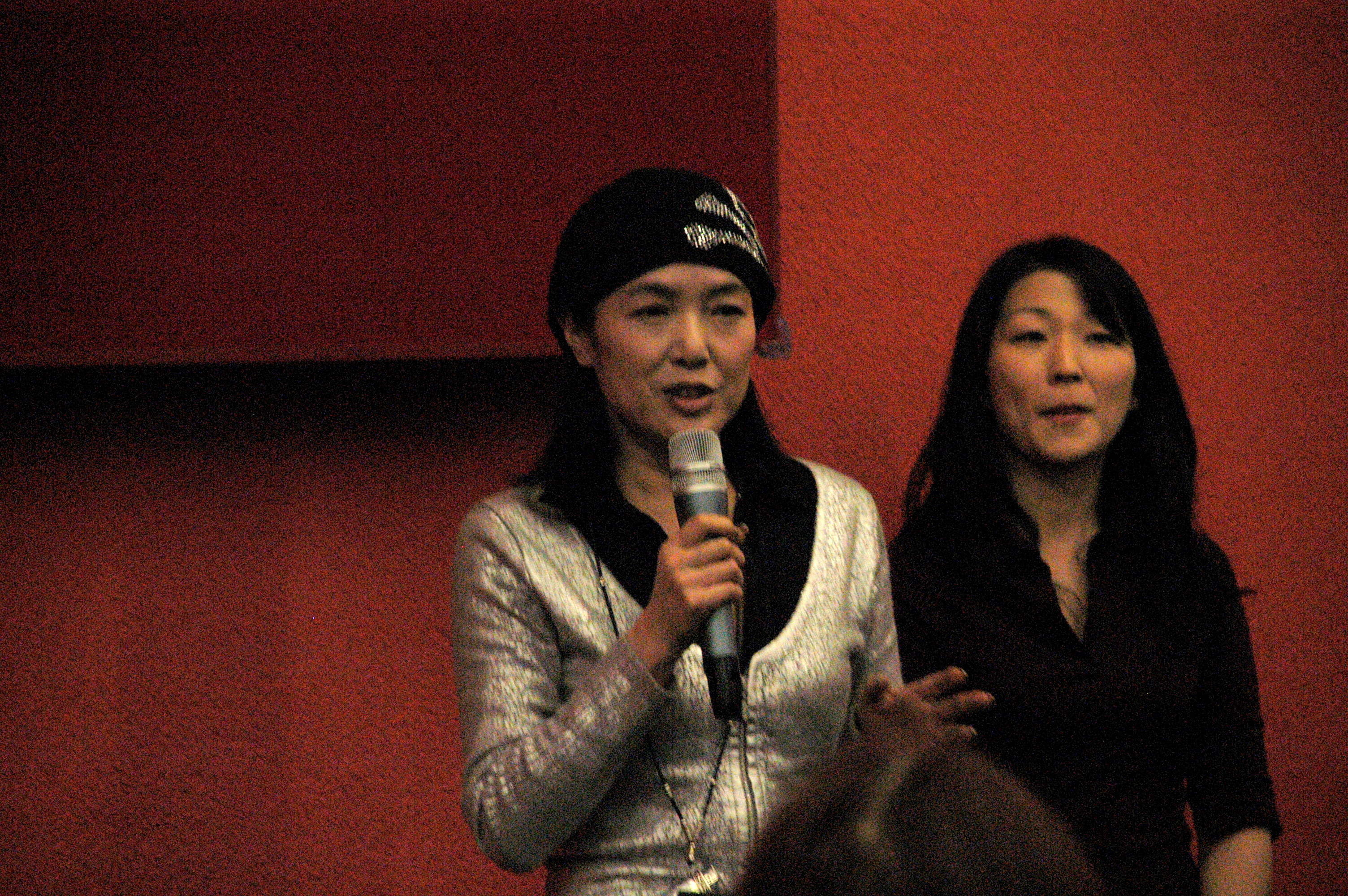
Kaori Momoi (2007)

Kaori Momoi (jap. 桃井 かおり Momoi Kaori; * 8. April 1952 in Tokio, Japan) ist eine japanische Schauspielerin. In ihrer über 35-jährigen Karriere drehte sie bis 2012 über 60 Filme.

## Biografie
Momoi wurde 1952 in Tokio geboren. Im Alter von zwölf Jahren zog sie nach London, um Tanz an der Royal Ballet School zu lernen. Nach drei Jahren kehrte sie nach Tokio zurück. Sie machte ihren Abschluss bei der japanischen Theaterkompanie Bungakuza - School of Dramatic Arts.
1971 debütierte Momoi in To Love Again von Kon Ichikawa.
Als Schauspielerin arbeitete sie mit berühmten Regisseuren wie Akira Kurosawa (Kagemusha – Der Schatten des Kriegers, 1980), Tatsumi Kumashiro (Seishun no Satetsu, 1974), Yōji Yamada (The Yellow Handkerchief, 1977 und Otoko wa Tsuraiyo, 1979), Shohei Imamura (Why Not?, 1981), Shunji Iwai (Swallowtail Butterfly, 1996), Jun Ichikawa (Tokyo Yakyoku, 1997), Mitani Koki (Welcome Back, Mr. McDonald, 1997), Yoshimitsu Morita (Like Asura, 2003) und Takashi Miike (Izo, Sukiyaki Western Django).
Sie spielte 2005 in The Sun des Regisseurs Alexander Sokurov und Die Geisha von Rob Marshall mit.
Für ihre schauspielerische Leistung gewann sie in Japan viele Auszeichnungen. Sie gewann den Japanese Academy Awards zweimal in der Kategorie Beste Hauptdarstellerin und einmal in der Kategorie Beste Nebendarstellerin. Daneben wurde sie als Beste Hauptdarstellerin beim New York International Film Festival 1983 für ihre Rolle in Verdacht (Giwaku) nominiert.
Neben ihrer Schauspielerei verfolgte Momoi auch verschiedene Filmprojekte als Produzentin, Regisseurin, Drehbuchautorin und Designerin. Sie veröffentlichte darüber hinaus über 15 Alben als Sängerin und veröffentlicht Essays.
Sie gewann den Award als Beste Hauptdarstellerin bei den 7. Hochi Film Awards für ihre Rolle in Giwaku.

## Filmografie
| Jahr | Film                                  | Rolle             |
| ---- | ------------------------------------- | ----------------- |
| 1971 | To Love Again                         | Momoyo            |
| 1977 | The Yellow Handkerchief (1977)        | Akemi Ogawa       |
| 1979 | Tora-san, the Matchmaker              | Hitomi            |
| 1979 | Mo hozue wa tsukanai                  | Mariko            |
| 1980 | Kagemusha – Der Schatten des Kriegers | Otsuyanokata      |
| 1981 | Der Dieb und die Geisha               | Ine               |
| 1982 | Verdacht                              | Kumako Onizawa    |
| 1986 | Final Take                            | Kaiserin Akiko    |
| 1988 | Kimurake no Hitobito                  | Noriko Kimura     |
| 1988 | Tomorrow                              | Tsuruko           |
| 1990 | Ware ni utsu yoi ari                  | Ritsuko           |
| 1996 | Swallowtail Butterfly                 | Suzukino          |
| 1997 | Welcome Back, Mr. McDonald            | Takako Nakaura    |
| 1998 | Daikaijū Tōkyō ni arawaru             | Kimie Tadokoro    |
| 2000 | Pyrokinesis                           | Chikako Ishizu    |
| 2003 | Like Asura                            |                   |
| 2004 | Izo                                   |                   |
| 2005 | Die Geisha                            | Mutter            |
| 2005 | The Sun                               | Kaiserin Kojun    |
| 2006 | Love and Honor – Bushi no ichibun     | Ine Hatano        |
| 2007 | Sukiyaki Western Django               | Ruriko            |
| 2008 | Das gelbe Segel                       | Motel Besitzerin  |
| 2008 | The Ramen Girl                        | Mamasan (Outtake) |
| 2010 | Hong Kong Confidential                | Amaya             |
| 2016 | Grüße aus Fukushima                   | Satomi            |
| 2017 | Ghost In The Shell                    | Hairi             |